# AdaBoost
AdaBoost (сокращение от англ. adaptive boosting) — алгоритм машинного обучения, предложенный Йоавом Фройндом и Робертом Шапире. Может использоваться в сочетании с несколькими алгоритмами классификации для улучшения их эффективности.
Алгоритм усиливает классификаторы, объединяя их в ансамбль. Является адаптивным в том смысле, что каждый следующий ансамбль классификаторов строится по объектам, неверно классифицированным предыдущими комитетами. AdaBoost чувствителен к шуму в данных и выбросам. Однако он менее подвержен переобучению по сравнению с другими алгоритмами машинного обучения.
AdaBoost вызывает слабые классификаторы в цикле {\displaystyle t=1,\ldots ,T}. После каждого вызова обновляется распределение весов {\displaystyle D_{t}}, которые отвечают важности каждого из объектов обучающего множества для классификации. На каждой итерации веса каждого неверно классифицированного объекта возрастают, таким образом новый комитет классификаторов «фокусирует своё внимание» на этих объектах.

## Алгоритм для задачи построения бинарного классификатора
Дано: {\displaystyle (x_{1},y_{1}),\ldots ,(x_{m},y_{m})} где {\displaystyle x_{i}\in X,\,y_{i}\in Y=\{-1,+1\}}
Инициализируем {\displaystyle D_{1}(i)={\frac {1}{m}},i=1,\ldots ,m.}
Для каждого {\displaystyle t=1,\ldots ,T}:
- Находим классификатор {\displaystyle h_{t}:X\to \{-1,+1\}} который минимизирует взвешенную ошибку классификации: {\displaystyle h_{t}=\arg \min _{h_{j}\in {\mathcal {H}}}\epsilon _{j}}, где {\displaystyle \epsilon _{j}=\sum _{i=1}^{m}D_{t}(i)[y_{i}\neq h_{j}(x_{i})]}
- Если величина {\displaystyle \epsilon _{t}\geqslant 0.5}, то останавливаемся.
- Выбираем {\displaystyle \alpha _{t}\in \mathbf {R} }, обычно {\displaystyle \alpha _{t}={\frac {1}{2}}{\textrm {ln}}{\frac {1-\epsilon _{t}}{\epsilon _{t}}}} где {\displaystyle \epsilon _{t}} взвешенная ошибка классификатора {\displaystyle h_{t}}.
- Обновляем:

{\displaystyle D_{t+1}(i)={\frac {D_{t}(i)\,e^{-\alpha _{t}y_{i}h_{t}(x_{i})}}{Z_{t}}}}
где {\displaystyle Z_{t}} является нормализующим параметром (выбранным так, чтобы {\displaystyle D_{t+1}} являлось распределением вероятностей, то есть {\displaystyle \sum _{i=1}^{m}D_{t+1}(i)=1}).
Строим результирующий классификатор:
{\displaystyle H(x)={\textrm {sign}}\left(\sum _{t=1}^{T}\alpha _{t}h_{t}(x)\right)}
Выражение для обновления распределения {\displaystyle D_{t}} должно быть сконструировано таким образом, чтобы выполнялось условие:
{\displaystyle e^{-\alpha _{t}y_{i}h_{t}(x_{i})}{\begin{cases}<1,&y(i)=h_{t}(x_{i})\\>1,&y(i)\neq h_{t}(x_{i})\end{cases}}}
Таким образом, после выбора оптимального классификатора {\displaystyle h_{t}} для распределения {\displaystyle D_{t}}, объекты {\displaystyle x_{i}}, которые классификатор {\displaystyle h_{t}} идентифицирует корректно, имеют веса меньшие, чем те, которые идентифицируются некорректно. Следовательно, когда алгоритм тестирует классификаторы на распределении {\displaystyle D_{t+1}}, он будет выбирать классификатор, который лучше идентифицирует объекты неверно распознаваемые предыдущим классификатором.